# Tonaya
Tonaya es una localidad del estado mexicano de Jalisco. Es cabecera del municipio de Tonaya.

## Demografía
| Gráfica de evolución demográfica |
|                                  |

| Censo | Población |
| ----- | --------- |
| 1900  | 1 390     |
| 1910  | 1 809     |
| 1921  | 2 100     |
| 1930  | 1 709     |
| 1940  | 1 870     |
| 1950  | 1 948     |
| 1960  | 2 306     |
| 1970  | 3 216     |
| 1980  | 3 196     |
| 1990  | 3 181     |
| 2000  | 3 302     |
| 2010  | 3 497     |
| 2020  | 3 706     |